# Mister Majestic
 (mars 2018).
Si vous disposez d'ouvrages ou d'articles de référence ou si vous connaissez des sites web de qualité traitant du thème abordé ici, merci de compléter l'article en donnant les références utiles à sa vérifiabilité et en les liant à la section « Notes et références ».
 (mars 2018).
Mr. Majestic est un super-héros de bande dessinée américaine appartenant au monde imaginaire de l’univers WildStorm. Créé par le scénariste HK Proger et l'illustrateur Jim Lee, il apparaît pour la première fois dans le numéro 11 (vol. 1) de la série éponyme WildCATs. Il est l'un des héros les plus puissants de l'univers WildStorm, à l'instar d'Apollon ou de Superman dans l'univers DC Comics.   

## Synopsis

### Origines
Mr. Majestic (ou Majestros) naît sur la planète Khera. Il est un seigneur de guerre d’une des ethnies dominantes, les Kherubim. Il a deux enfants : un fils prénommé Majestrate, de mère inconnue ; et une fille, Kenesha. Cette dernière est née de l'union avec Zannah, plus tard connue au sein du groupe WildCATs sous le nom de Zealot. Cependant, la tradition kherubim imposant aux futures mères d'abandonner leur rôle de guerrière, Zannah confie la garde de son unique fille à sa propre mère. Ignorant qu'il était le père biologique de Kenesha, Majestros pensait que Zannah et Kenesha étaient sœurs.
Mr. Majestic était l'un des quatre seigneurs kherubim emprisonnés sur Terre pendant la guerre qui opposait les Kherubim à une autre ethnie de la planète, les Daemonites (ennemis communs et réguliers de la série WildCATs). Portant un code d'honneur fort et ayant lutté durant des temps séculaires pour la justice et la défense des plus faibles, Mr. Majestic a finalement rejoint, lors de la Guerre Froide, la Team One (groupe tactique gouvernemental composé de surhumains ou de soldats surentraînés). Lors d'un combat contre Lord Helspont, seigneur daemonites, et la Cabale, Majestros fut obligé de tuer son ami et collègue, Kheran Yon Kohl (aussi connu sous le nom de John Colt/Spartan du groupe WildCATs). En raison de cet événement tragique, il prit la décision de se retirer de toute vie sociale dans l'Arctique. Ce n'est que bien des années plus tard, à la demande de Savant (Kenesha) qu'il vint en aide à Zealot dans sa bataille contre Tapestry et pu ainsi regagner la civilisation.

### Ère WildCATs
À la tête des WildCATS, Mr. Majestic a mené l'équipe dans une toute nouvelle direction, punissant alors brutalement les criminels, qu'ils soient surhumains ou non. Majestros quitta l'équipe après que Tao (personnage de l'univers Wildstorm) ait causé une sanglante guerre de gang. Il fit un retour bref au sein de l'équipe à la demande de Grifter (WildCATs vol. 1).

### Série solo
En 2003, Wildstorm a publié une série intitulée Mr. Majestic. Dans cette série, il est révélé qu'il n'a pas passé la majorité de son temps à errer dans l'Arctique. En tant qu'agent secret du gouvernement américain, il était chargé, avec l'aide d'un jeune garçon nommé Desmond, des anomalies paranormales. Durant les années 2000, il est propulsé dans la célèbre ville de Superman, Metropolis, par la technologie daemonite. Il prend alors le pseudonyme de Jim McArest (une anagramme de "Mr. Majestic"), car il souffrait d'amnésie due à son voyage inter-dimensionnel. Avec l'aide de Superman et après de multiples péripéties, il revient dans son univers.
Il a aussi été révélé (Majestic #4 vol. 1) qu'il avait emmené sur Terre son fils Majestrate. Celui-ci mourut lors de l'atterrissage brutal, mais son esprit fut préservé dans un cristal. Mr. Majestic obtint une substance chimique appelée « starstuff » d'une autre dimension afin de transférer l'esprit de son fils dans un corps artificiel. Ce fut l'une des rares occasions où l'on put voir Mr. Majestic montrer ses émotions. La joie éprouvée sera cependant de courte durée ; la substance extradimensionnelle provoqua un déséquilibre physique que Mr. Majestic tenta de corriger en découvrant le même déséquilibre manifesté chez un australien nommé Freddie Noondyke. Il devint alors évident pour le héros qu'il devait plonger dans le Maelstrom dimensionnel, au travers du cristal implanté dans le corps de son fils, mettant ainsi fin à la vie de son garçon. Mr. Majestic refusa catégoriquement jusqu'à ce que son fils le convainc. Finalement, c'est ce dernier qui, pour arrêter ce déséquilibre dimensionnel, se suicida.

## Pouvoirs et capacités
Majestic possède des pouvoirs similaires à ceux de Superman : force surhumaine, vitesse prodigieuse, vol, rayons-laser oculaires, intelligence hors-norme, vision microscopique et macroscopique, souffle surpuissant, capacité à survivre dans l'espace, guérison accélérée et invulnérabilité à l'armement conventionnel. La force et l'invulnérabilité de Majestic varient selon son apparence, au gré des idées des scénaristes et illustrateurs. Contrairement à Superman, Majestic a la compétence de tirer des rayons d'énergie de ses mains. Dans WildCATs # 17, sa main brille d'énergie, tandis que des sacs d'argent lévitent autour de lui, suggérant la télékinésie (ou psychokinèse). Majestic est un génie, capable de concevoir n'importe quelle technologie en quelques secondes, d'analyser une situation et de trouver une solution quel que soit le problème ou même d'identifier aisément les faiblesses de ses ennemis. Majestic est également un guerrier accompli, en particulier dans l'utilisation de tous types d'arme blanche, comme la plupart des guerriers de son espèce.
Majestic n'est pas né avec de tels pouvoirs. C'est dans la série Backlash et Wildcore qu'on apprend que Majestic fut altéré par les D'Rahn, une race alien ayant la technologie ou la capacité de faire évoluer les êtres vivants à leur plein potentiel.
Les surhumains de l'univers WildStorm sont classés dans différentes catégories de puissance. Des personnages comme Apollon ou encore the High sont ainsi considérés comme des « super-humains de classe majestueuse », vraisemblablement basée sur les compétences extraordinaires de Majestic.

## Lieux fictifs connexes
Majestic a une base secrète d'opérations à l'intérieur même du mont Rushmore, analogue à la « forteresse de la Solitude » de Superman.

## Dans d'autres médias
Majestic apparaît dans la série animée WildC.A.T.s .

## Anecdotes
Quand il a été demandé à Jim Lee pourquoi il basait à ce point Mr. Majestic sur Superman, il déclara qu'il était fatigué de voir tant de super-héros de comics possédant de grands pouvoirs, mais ayant trop peur de les utiliser.
Mr. Majestic possède des pouvoirs similaires à ceux de Superman, mais sa personnalité est très différente. Il a une éducation très « militaire », car il est seigneur de guerre. La différence entre les deux protagonistes est particulièrement visible quand Mr. Majestic se retrouve coincé sur la Terre de Superman. Les deux ont une conversation au sujet de la personnalité de Majestic et de l'approche plus subtile de Superman. Les sujets dont ils discutent incluent le fait que Majestic ait mis en prison des bandits surhumains sans procès équitable, chose impensable au vu de l'idéologie sans faille de « l'Homme d'Acier ».